# Extreme Volume Live
Extreme Volume Live —también conocido como Live Extreme, Vol. 1 o simplemente Extreme Volume— es el primer álbum en vivo de la banda estadounidense de heavy metal Racer X, publicado en 1988 por Shrapnel Records. Su grabación se llevó a cabo en el recinto The Country Club de Reseda (Los Ángeles) en 1987, en el marco de la gira promocional de Second Heat. Dentro del listado de canciones se incluye cuatro solos de los cuatro instrumentistas de la banda y las canciones «She Wants Control», «Set the World on Fire» y la instrumental «Scit Scat Wah», las cuales no se habían publicado anteriormente.

## Lista de canciones
| N.º | Título                            | Escritor(es)                        | Duración |  |
| 1.  | «Loud and Clear»                  | Gilbert, Martin                     | 3:56     |  |
| 2.  | «Dangerous Love»                  | Gilbert, Martin                     | 3:22     |  |
| 3.  | «Bruce's Solo» (solo de guitarra) |                                     | 2:42     |  |
| 4.  | «Gone Too Far»                    | Gilbert, Martin                     | 2:57     |  |
| 5.  | «John's Solo» (solo de bajo)      |                                     | 2:16     |  |
| 6.  | «She Wants Control»               | Gilbert, Martin, Travis             | 3:39     |  |
| 7.  | «Scit Scat Wah» (instrumental)    | Gilbert, Travis, Bouillet, Alderete | 3:58     |  |
| 8.  | «Into the Night»                  | Gilbert, Martin                     | 3:42     |  |
| 9.  | «Paul's Solo» (solo de guitarra)  |                                     | 3:36     |  |
| 10. | «Motor Man»                       | Gilbert, Martin, Bouillet           | 4:10     |  |
| 11. | «Scott's Solo» (solo de batería)  |                                     | 2:26     |  |
| 12. | «Set the World on Fire»           | Gilbert, Martin, Bouillet, Alderete | 3:31     |  |

## Músicos
- Jeff Martin: voz
- Paul Gilbert: guitarra eléctrica
- Bruce Bouillet: guitarra eléctrica
- Juan Alderete: bajo
- Scott Travis: batería